# Manuel Amigo
Manuel Amigo Mateos (Mérida, 20 de noviembre de 1951) es un funcionario directivo y político español.

## Trayectoria
Licenciado en Derecho ha ocupado diversos puestos como funcionario directivo a nivel de secretario general y secretario general técnico de diversas instituciones educativas y de la Junta de Extremadura, entre ellas de la Escuela Universitaria Politécnica de Topografía e Informática y de las Consejerías de Sanidad y Seguridad Social y de Educación y Cultura.
Miembro del PSOE de Extremadura, en 1987 fue nombrado director general de la Consejería de Presidencia y luego ocupó, sucesivamente, los cargos de Consejero en Presidencia y Trabajo (1989-1993), Economía y Hacienda (1993-1999), Economía, Industria y Comercio (1999-2003) y Economía y Trabajo desde 2003 hasta 2007, cuando fue relevado por María Dolores Aguilar, pasando a la actividad privada como Presidente de la Corporación Empresarial de Extremadura. En esta presidencia ha sido relevado por Juan Manuel Arribas Loriga, anterior Secretario General de la CREEX (Confederación Regional Empresarial Extremeña) con fecha 13 de noviembre de 2012. Ha sido miembro de la Asamblea de Extremadura durante la VI y VII legislatura autonómica.